# Xenobot
Xenoboții, numiți după broasca africană cu gheare (Xenopus laevis), sunt forme de viață sintetice care sunt proiectate de computere pentru a îndeplini anumite funcții dorite și construite prin combinarea diferitelor țesuturi biologice. Dacă xenoboții sunt roboți, organisme sau altceva rămâne în întregime un subiect de dezbatere în rândul oamenilor de știință, unul dintre cercetători spunând: „Nu este nici un robot tradițional, nici o specie cunoscută de animale. Este o nouă clasă de artefact: un organism viu și programabil.”

## Xenoboți existenți
Primii xenoboți au fost construiți de Douglas Blackiston conform planurilor generate de un program AI, care a fost dezvoltat de Sam Kriegman.
Xenoboții construiti până în prezent aveau o lățime mai mică de 1 milimetru (0,039 inchi) și erau compusi din doar două lucruri: celule ale pielii și celule ale mușchilor inimii, ambele derivate din celule stem recoltate din embrionii timpurii de broaște (stadiul de blastula). Celulele pielii oferă suport rigid, iar celulele inimii acționează ca niște motoare mici, contractându-se și extinzându-se în volum pentru a propulsa xenobotul înainte. Forma corpului unui xenobot și distribuția pielii și a celulelor inimii sunt proiectate automat în simulare pentru a îndeplini o anumită sarcină, folosind un proces de încercare și eroare (un algoritm evolutiv). Xenoboții au fost proiectați să meargă, să înoate, să împingă, să transporte încărcături utile și să lucreze împreună într-un roi pentru a agrega resturile împrăștiate de-a lungul suprafeței vasului lor în grămezi ordonate. Ei pot supraviețui săptămâni întregi fără mâncare și se pot vindeca singuri după diverse sfâșieri ale lor.
Alte tipuri de motoare și senzori au fost încorporate în xenoboți. În loc de mușchiul inimii, xenoboții pot crește pachete de cili și le pot folosi ca vâsle mici pentru înot.  Cu toate acestea, locomoția xenoboților bazată pe cili este în prezent mai puțin controlabilă decât locomoția xenoboților bazată pe inimă. O moleculă de ARN poate fi, de asemenea, introdusă xenoboților pentru a le oferi o memorie moleculară: dacă sunt expuși la un anumit tip de lumină, ei vor străluci cu o culoare prestabilită atunci când sunt priviți la microscopul cu fluorescență.
Xenoboții pot fi modelați pentru a îndeplini sarcini specifice. Anchetatorii au proiectat și au demonstrat xenoboți cu auto-replicare, astfel încât să adună celule libere în mediul lor, care se transformă în xenoboți noi cu aceeași capacitate.

## Aplicații potențiale
În prezent, xenoboții sunt utilizați în principal ca instrument științific pentru a înțelege modul în care celulele cooperează pentru a construi corpuri complexe în timpul morfogenezei. Cu toate acestea, comportamentul și biocompatibilitatea xenoboților actuali sugerează mai multe aplicații potențiale cărora pot fi aplicate în viitor. 